# Specialty Records

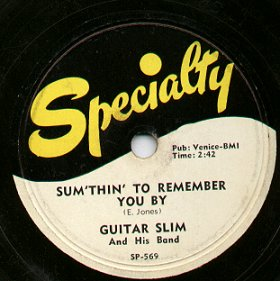
Disco de Specialty Records

Specialty Records fue un sello discográfico norteamericano con base en Los Ángeles. Originalmente fundado bajo el nombre de Juke Box Records en 1946, fue más tarde renombrado Specialty Records por su propietario Art Rupe cuando este se separó de sus socios originales. Specialty fue notable por sus grabaciones de rhythm and blues, blues, gospel y rock and roll. Los principales productores de la compañía fueron el propio Rupe, Robert "Bumps" Blackwell, Johnny Vincent y J. W. Alexander.
Rupe fue conocido como uno de los más honestos empresarios discográficos de los años 50. Fue también conocido por la odiada payola, pero en1953 "la única manera de que Specialty permaneciera competitiva era que pagara como todos los demás."
El sello discográfico fue vendido a Fantasy Records en 1991 y actualmente es parte del Concord Music Group. La unidad de edición musical fue vendida a Sony/ATV Music Publishing.

## Artistas que han producido para el sello
- Alex Bradford
- Wynona Carr
- Clifton Chenier
- Eugene Church
- Dorothy Love Coates (con the Gospel Harmonettes)
- Sam Cooke (con the Soul Stirrers )
- John Lee Hooker
- Little Richard ("Tutti Frutti")
- Guitar Slim ("The Things That I Used to Do")
- Roddy Jackson
- Jimmy Liggins
- Joe Liggins
- Roy Milton
- Percy Mayfield
- Lloyd Price ("Lawdy Miss Clawdy")
- Frankie Lee Sims
- Soul Stirrers
- Larry Williams
- Lester Williams[5]